# Андрій Немирович

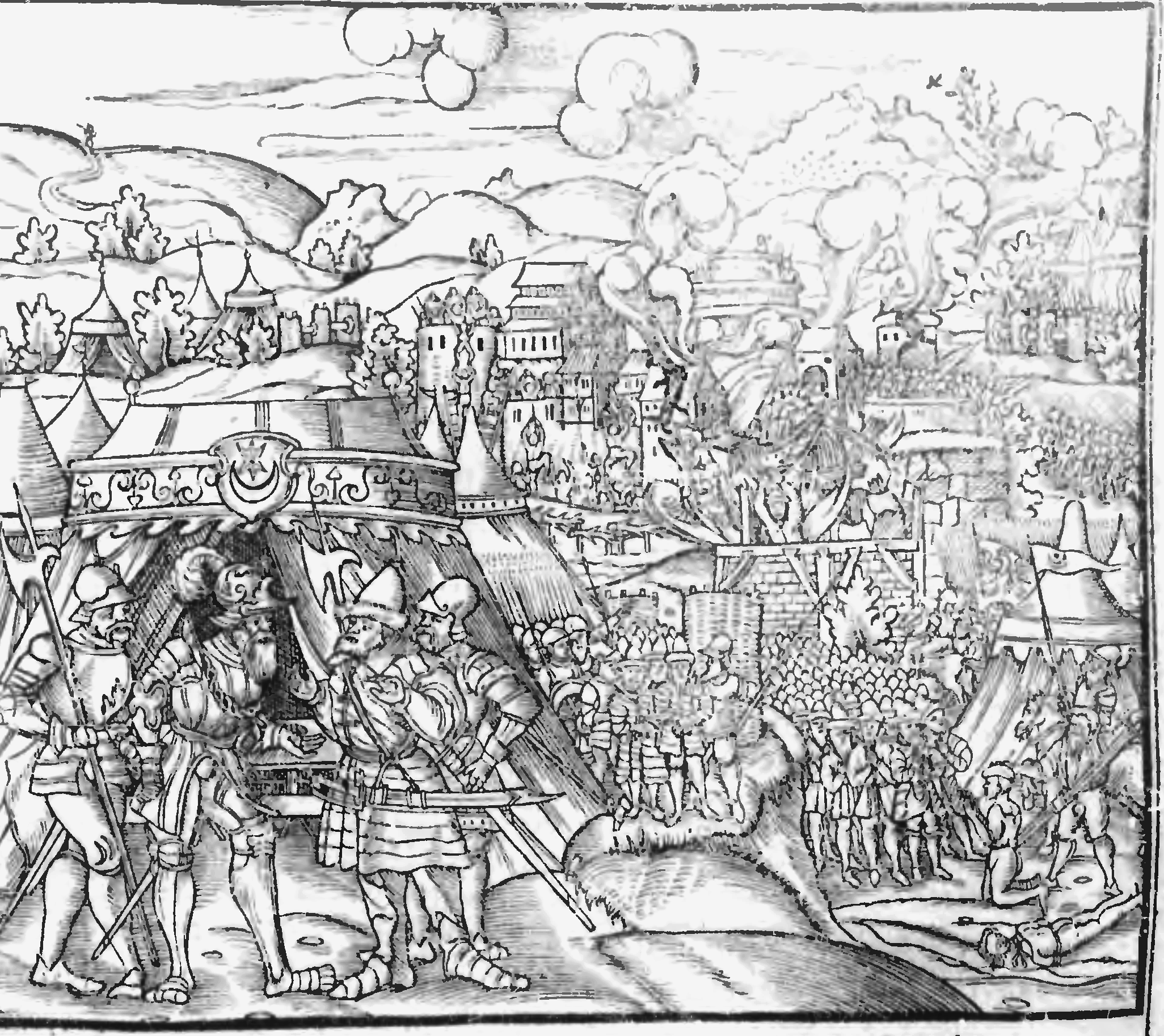
Битва під Стародубом

Андрій Немирович гербу Ястребець (рідше Андрій Немирич, пол. Andrzej Niemirowicz, лит. Andrius Nemirovičius; близько 1462 — липень 1541) — державний діяч Великого князівства Литовського, польний гетьман литовський в 1536—1541 роках, воєвода київський в 1514—1541 роках.

## Біографія

Варіант гербу Ястребець

Герб Київського воєводства

За даними польського дослідника Станіслава Алєксандровіча, походив з роду Немировичів, які перейшли на католицтво. Одним з його предків був Іван Немиря — полоцький староста, якого 1413 року прийняли до шляхти гербу Ястребець на Городельській унії. Його сином був Микола Іванович (†перед 1489) — староста вітебський, маршалок господарський. Батько — Яків Іванович Немирович (†перед 1494), мати — Святохна, вдова Андрушка Довгірдовича, невістка Івана Довгерда. Шлюб батьків відбувся після 1459 року. Мав сестру Ядвіґу, яка в заповіті, підтвердженому королем 1 травня 1525 року в Кракові, записала маєток Коркожиська (Віленський повіт).
Разом з братом Юрієм брав участь, відзначився в битві проти татар під Клецьком 6 серпня 1506 року. Намісник: 1509 року — в Мозирі, 16 липня 1511 — в Черкасах. 1511 року розбив татар (мали загинути бл. 8000) в урочищі Рутка (20 миль від Києва).
Брав участь у численних битвах з татарами, добре знав тактику супротивника, методи боротьби з раптовими рейдами їх кінних загонів. У 1514 році, враховуючи його досвід воєначальника і в зв'язку з необхідністю захисту південних кордонів Великого князівства Литовського від татарських нападів, Андрій Немирович був призначений воєводою київським. Того ж року, спільно із слуцьким князем Юрієм Олельковичем, розбив кримських татар у битві в урочищі Рутна коло Києва. Перед 26 травня 1514 року став воєводою київським. 1521 року на вимогу короля залишився в Києві для його оборони. 1522 року отримав державлення Свіслоцької волості. Сприяв відновленню Київського замку.
Жорстоко пригноблював місцеве населення. Згідно з історичними документами, в 1523 році київські селяни скаржилися на нього королю польському і великому князю литовському Сигізмунду I Старому. У 1529 році А. Немирович через свого намісника Федька Андрійовича Киселя був державцем чорнобильського замку.
Під керівництвом великого гетьмана литовського Костянтина Острозького спільно зі старостою черкаським Остафієм Дашкевичем в ході битви під Ольшаницею близько Києва 27 січня 1527 року здобув перемогу над військом Кримського ханства.
Після поховання князя Костянтина Острозького в Києві хан Іслам Солтан вислав на прикордонні землі відділ з 650-ти вершників для грабунку. А. Немирович та Остафій Дашкевич очолили 1500-кінну погоню, розбили ворогів біля урочища Полузір'я (Полузір'я-Полузори - невелика права притока Ворскли) на межі вересня — жовтня 1530 року. Після закінчення в 1534 році перемир'я і початку нової московсько-литовської війни Андрій Немирович з численною раттю вступив у межі підконтрольної Московщині Чернігово-Сіверщини, обложив Стародуб і Чернігів але змушений був відступити. Згодом  брав участь в успішному звільненні Гомеля.
У 1536 році:
- отримав посаду овруцького старости[14]
- король Сигізмунд послав Немировича з військом до Себежу — нещодавно збудованої московитами на литовських землях дерев'яно-земляної фортеці. Облога також виявилася невдалою.

Точна дата смерті невідома; можна вважати, помер на початку липня 1541.

## Сім'я
За Пшездзєцьким, дружина — Богдана. За Бонєцьким, дружина — Мілохна, сестра Остафія Дашкевича; це — правдоподібніше через багаторічні співпрацю, війни. Мали мати доньку Богдану — дружину Олізара Вовчковича. Щоправда, королівський вирок від 25 лютого 1536 року назвав сестру О. Дашкевича Мілохну Немирину київською земянкою, не вказавши імені, статусу чоловіка, який тоді вже мав «вагу». Діти: Бутрим — тіун віленський, Іван — намісник чечерський, Вацлав, Ядвіґа. Всі померли раніше за батька.